# Territorio de Morelos
Morelos fue un territorio federal de México existente entre 1914 y 1917. Fue creado por medio del decreto del 17 de junio de 1914 dictado por el congreso de los Estados Unidos Mexicanos que reformaba los artículos 43 y 44 de la Constitución de 1857, con el mismo territorio del estado de Morelos; dicho decreto también creó los territorios del Bravo y de Jiménez.
Tras la promulgación de una nueva constitución el 5 de febrero de 1917, Morelos fue elevado de nuevo a la categoría de estado de la federación.